# .st
.st е интернет домейн от първо ниво за Сао Томе и Принсипи. Представен е през 1997 г. Администрира се от Bahnhof ST Registry.

## Домейни от второ ниво
- gov.st: Правителство на Сао Томе и Принсипи
- saotome.st: Остров Сао Томе
- principe.st: Остров Принсипи
- consulado.st: консулства на Сао Томе и Принсипи
- embaixada.st: посолства на Сао Томе и Принсипи
- org.st, edu.st, net.st, com.st, store.st, mil.st, co.st